# Kunci (Dander)
Kunci is een bestuurslaag in het regentschap Bojonegoro van de provincie Oost-Java, Indonesië. Kunci telt 4720 inwoners (volkstelling 2010).